# 高雄市立三民高級中学
高雄市立三民高級中学（たかおしりつさんみんこうきゅうちゅうがく）は、中華民国（台湾）高雄市にある高級中学（日本の高等学校に相当）である。男女共学の学校。

## 歴史
1996年に正式に開校し、三民高級中学と命名された。

## 特徴
高雄市立三民高級中学では、週に一度「体験教育基地」と名付けられた学校内に戦場を模したブースを構築し、全民国防教育の授業の一環として、現役軍人の教官の指導の下、エアガンを使用した戦闘の擬似体験を受ける授業がある。

## 姉妹校
- 岡山学芸館高等学校[2]